# Salix austrotibetica
Salix austrotibetica — вид квіткових рослин із родини вербових (Salicaceae).

## Морфологічна характеристика
Це кущ до 1.5 метра заввишки. Молоді гілочки спочатку рідко біло ворсинчасті, потім ± голі. Листкова пластина довга, обернено-яйцеподібно-еліптична, 1.5–4.5 × 0.6–1.8 см, абаксіально (низ) бліда, адаксіально зелена, обидві поверхні ворсинчасті, майже голі; край цільний або неправильно залозисто-зубчастий, верхівка тупа чи гостра; листкова ніжка 2–6 мм, спочатку ворсинчаста. Чоловічі й жіночі сережки 2.5–3.5 см.

## Середовище проживання
Південно-Центральний Китай, Тибет. Населяє гірські схили; на висотах ≈ 3300 метрів.